# Cambarus williami
Cambarus williami är en kräftdjursart som beskrevs av R. W. Bouchard och J. W. Bouchard 1995. Cambarus williami ingår i släktet Cambarus och familjen Cambaridae. IUCN kategoriserar arten globalt som nära hotad. Inga underarter finns listade i Catalogue of Life.